# Ymer Bali
Ymer Bali (* Tirana) byl albánský fotograf, který ukončil odborné studium v Rakousku v roce 1930. Rodák z Tirany byl umělecky velmi aktivní. Je známý svými portréty a skupinovými fotografiemi. Oženil se a staral se o svůj bohatý obrazový archiv. Po jeho smrti jeho neteř předala jeho archiv Ústřednímu státnímu archivu v Tiraně.